# Xã Griffin, Quận Stutsman, Bắc Dakota
Xã Griffin (tiếng Anh: Griffin Township) là một xã thuộc quận Stutsman, tiểu bang Bắc Dakota, Hoa Kỳ. Năm 2010, dân số của xã này là 51 người.